# Klopstockweg 16, 18, 20 (Quedlinburg)

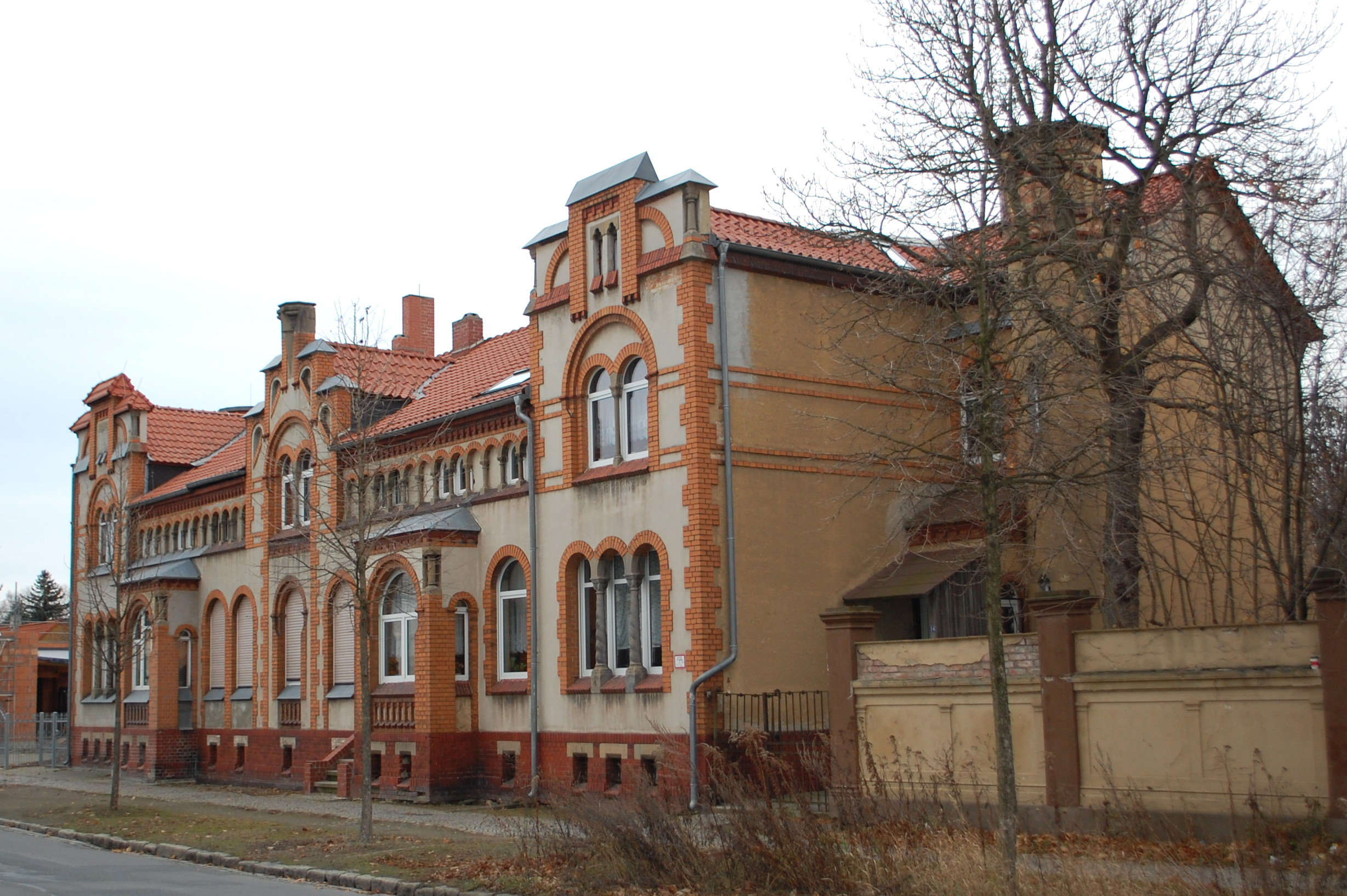
Haus Klopstockweg 16, 18, 20

Das Haus Klopstockweg 16, 18, 20 ist ein denkmalgeschütztes Gebäude in der Stadt Quedlinburg in Sachsen-Anhalt.

## Lage
Es befindet sich im Stadtteil Süderstadt südlich der historischen Quedlinburger Altstadt. Im Quedlinburger Denkmalverzeichnis ist es als Wohnhaus eingetragen. 

## Architektur und Geschichte
Das Gebäude wurde 1894/1896 durch den Baumeister Robert Riefenstahl gebaut. Die Fassade des an einen Palas erinnernden Hauses ist im Stil der Neoromanik gestaltet. Ihre hellen Putzflächen werden durch rote Klinker gegliedert.